# Intel 8287

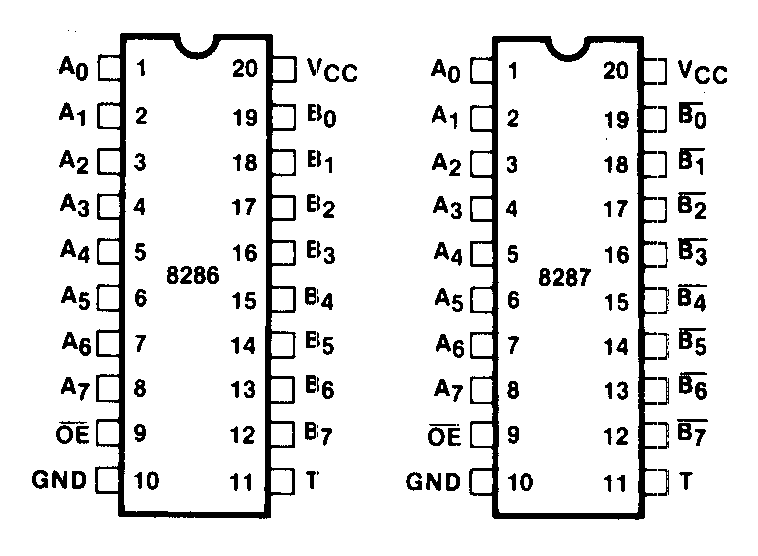
Pinbelegung 8286 und 8287

Der Intel 8287 ist ein bidirektionaler 8-Bit-Treiber, der primär für die Intel-8086/8087/8088/8089-Prozessoren entwickelt wurde. Der Baustein wird im 20-Pin-DIL-Gehäuse geliefert. Ist OE (Output Enable) auf GND geschaltet, ist der Baustein angewählt. Mit T (Transmit) wird die Datenflussrichtung festgelegt (0: B → A; 1: A → B). Die einkommenden Daten werden – im Gegensatz zum 8286 – invertiert.
Der Intel 8287 wurde u. a. an NEC und Siemens lizenziert. Vom VEB Halbleiterwerk Frankfurt (Oder) wurde der Intel 8287 als DS8287D hergestellt.

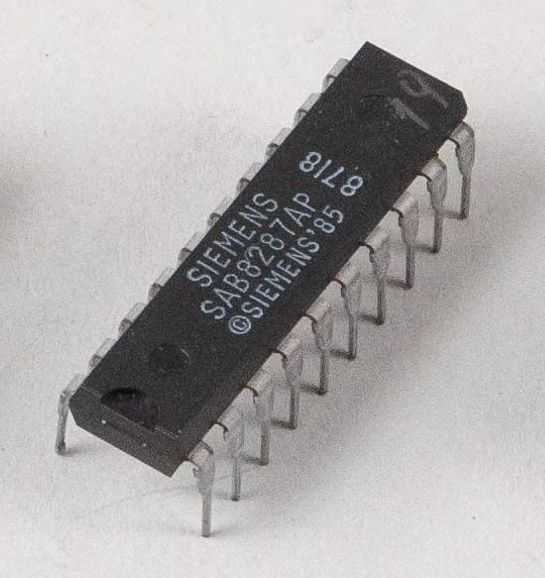
Siemens SAB8287AP (im Deutschen Museum)
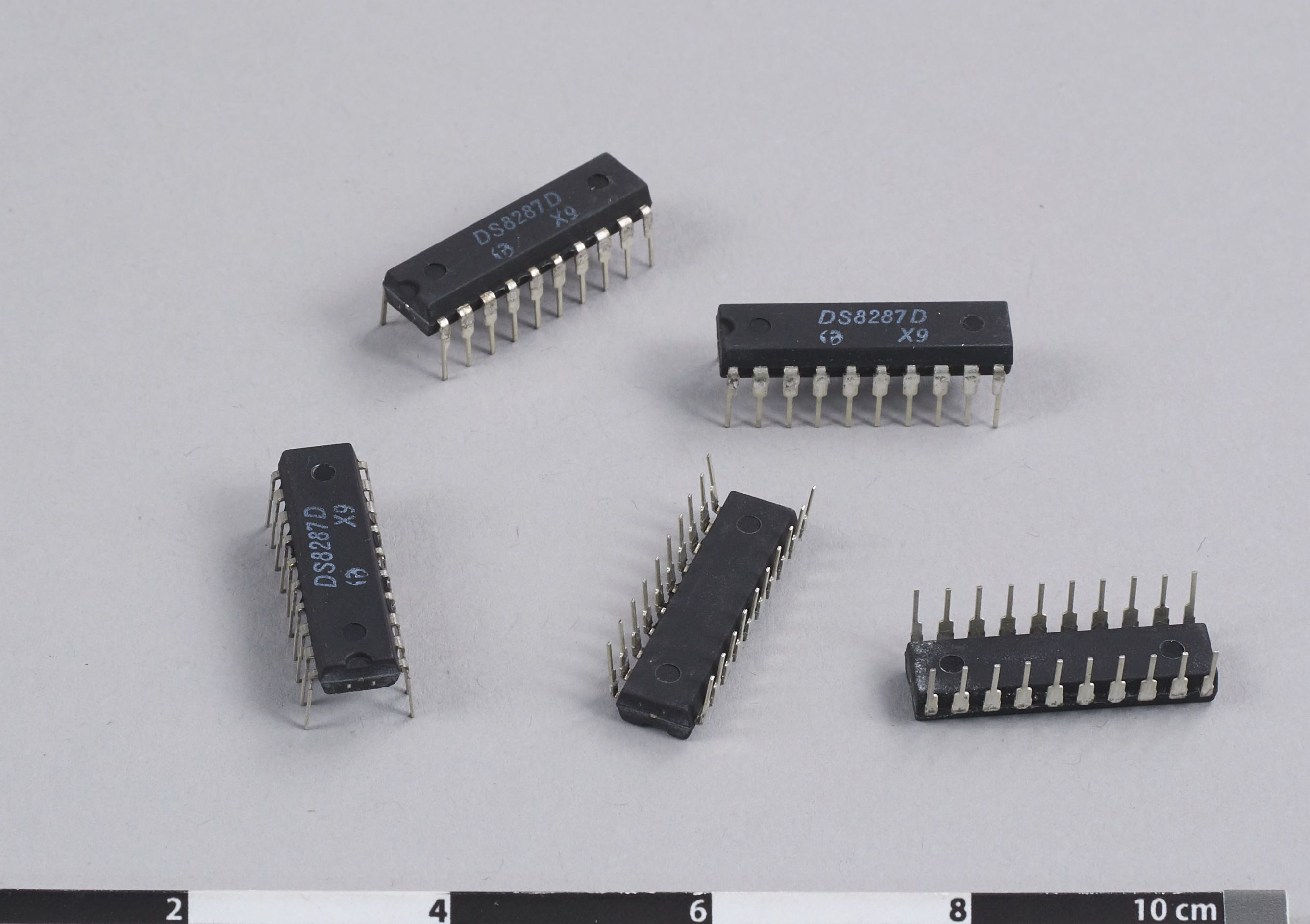
HFO DS8287D (im Deutschen Museum)
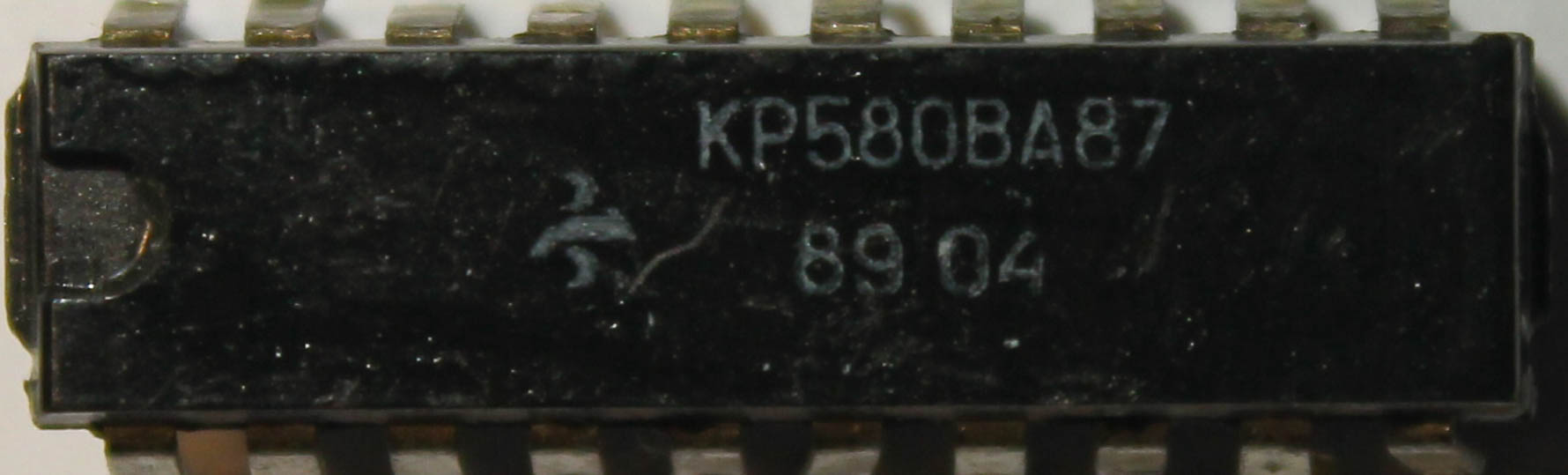
Äquivalenter Schaltkreis KR580WA87 aus sowjetischer Produktion